# Rudolf Grosch (Unternehmer)

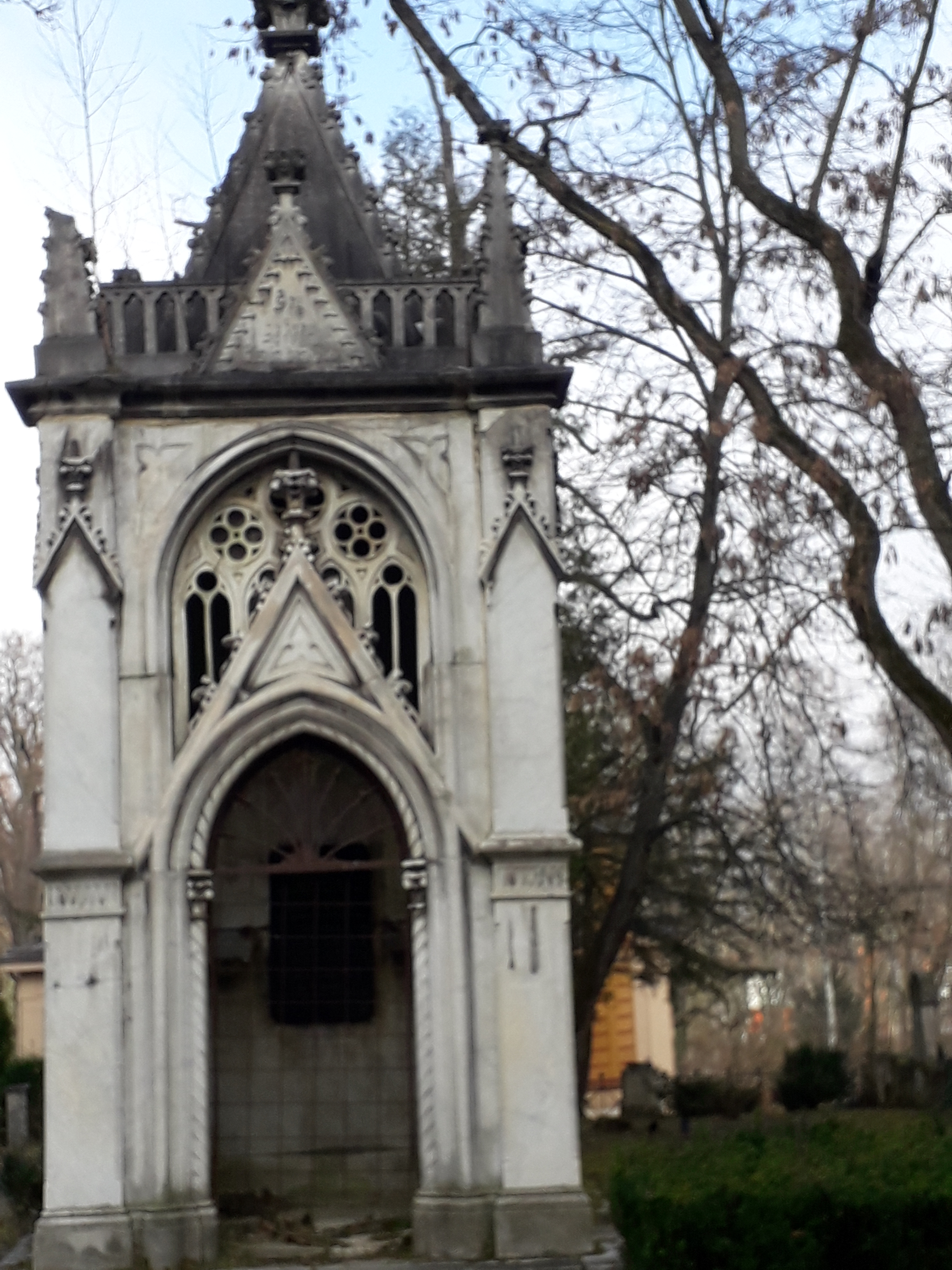
Grabmal der Familie von Rudolf Grosch

Rudolf Grosch (* 8. März 1837 in Weimar; † 8. Januar 1911 in Gries bei Bozen in Südtirol) war ein deutscher Unternehmer.
Grosch war gelernter Mechaniker und besaß eine Lampenfabrik in St. Petersburg. Von 1889 bis 1905 war er Weimarer Gemeinderatsmitglied und Stadtrat. Ihm unterstanden dabei von 1897 bis 1901 die Gas- und Wasserwerke in Weimar. Er brachte sie auf den damals möglichen besten Stand der Technik mit günstigen Auswirkungen auf die Stadtfinanzen. Auch setzte er sich für den sozialen Wohnungsbau in der Stadt ein.
Seine Tochter Karla Grosch war Schülerin von Gret Palucca und am Bauhaus tätig. Grosch steht auch für eine Zündvorrichtung für die Gasbeleuchtung bzw. einem Gaslichtbrennen im deutschen Patentblatt, das vom Kaiserlichen Patentamt herausgegeben wurde.
Die Grabstelle in Form einer Kapelle im neogotischen Stil von Rudolf Grosch und seiner Familie befindet sich auf dem Historischen Friedhof Weimar. Aus Carrara-Marmor errichtete dieses Giacomo Monti aus Mailand. Dieses ist einer Inschrift zu entnehmen. Auch über den Schöpfer des Grabmals ist sonst nichts bekannt.
Nicht sicher ist, ob Rudolf Grosch der Stifter des sog. Groschbrunnens im Schwanseebad war oder ob dessen Errichtung auf Constantin Grosch zurückzuführen ist, der in Weimar Bauunternehmer war, dessen Firma sich nicht allzu weit davon in der Schwanseestraße 88 befand.